# Општина Виктор Влад Деламарина (Тимиш)
Виктор Влад Деламарина (рум. Victor Vlad Delamarina) општина је у Румунији у округу Тимиш.
Oпштина се налази на надморској висини од 173 m.